# Agrotis frivola
Agrotis frivola là một loài bướm đêm trong họ Noctuidae.